# Cosmisoma lineellum
Cosmisoma lineellum là một loài bọ cánh cứng trong họ Cerambycidae.